# Anaspis atriventris
Anaspis atriventris là một loài bọ cánh cứng trong họ Scraptiidae. Loài này được Pic mô tả khoa học năm 1932.